# 19544 Аврамкоттке
19544 Аврамкоттке (19544 Avramkottke) — астероїд головного поясу, відкритий 10 травня 1999 року.
Тіссеранів параметр щодо Юпітера — 3,501.